# Pidearkiv, Peremîșleanî
Pidearkiv (în ucraineană Під'ярків) este un sat în comuna Romaniv din raionul Peremîșleanî, regiunea Liov, Ucraina.

## Demografie
Componența lingvistică a localității Pidearkiv
     Ucraineană (100%)
Conform recensământului din 2001, toată populația localității Pidearkiv era vorbitoare de ucraineană (100%).